# Бумбегер
Бумбегер (Бембегер) (монг.: Бөмбөгөр) сомон в Баянхонгорському аймаці Монголії. Територія 3,04 тис. км²., населення 2,8 тис. чол.. Центр – селище Задгай розташовано на відстані 720 км від Улан-Батора, 100 км від Баянхонгора. Школа, лікарня, культурно-торговельні центри.

## Клімат
Клімат різкоконтинентальний. Середня температура січня -19 градусів, липня +20 градусів, щорічна норма опадів 150 мм

## Рельєф
Найвища точка сомону – гора Ямбат Хайрхан (2724 м)

## Корисні копалини
Серед корисних копалин: золото, мідь, кам’яне вугілля. Майже 1000 людей займається кустарним добуванням золота.

## Тваринний світ
Водяться вовки, лисиці, корсак, манули.